# Morti nel 1969/Agosto
| Questa pagina contiene informazioni ricavate automaticamente dalle voci biografiche con l'ausilio del template Bio e di un bot. L'aggiornamento è periodico e automatico e ricostruisce completamente la pagina. Se manca una persona in questa lista, sei pregato di non aggiungerla, ma accertati piuttosto che la sua voce biografica contenga il template Bio e che i dati anagrafici siano correttamente compilati. Se il template Bio manca, inseriscilo tu stesso o, in alternativa, metti l'avviso {{tmp\|Bio}} che ne segnala la mancanza. Se i dati riportati sono sbagliati, correggi direttamente la voce biografica; le modifiche saranno visibili in questa lista entro pochi giorni. Per chiarimenti vedi il progetto biografie. La lista contiene solo le 84 persone che sono citate nell'enciclopedia e per le quali è stato implementato correttamente il template Bio. Pagina aggiornata al 3 mar 2024. |

- 1º agosto - Márton Lőrincz, lottatore ungherese (n. 1911)
- 1º agosto - Gerhard Mitter, pilota automobilistico tedesco (n. 1935)
- 1º agosto - Joseph Schacht, orientalista tedesco (n. 1902)
- 2 agosto - Giuseppe Cenzato, imprenditore italiano (n. 1882)
- 2 agosto - Leslie Cliff, pattinatore artistico su ghiaccio britannico (n. 1908)
- 2 agosto - Federico Sargolini, vescovo cattolico italiano (n. 1891)
- 4 agosto - Francesco Egidi, filologo italiano (n. 1880)
- 5 agosto - Charlotte Ander, attrice tedesca (n. 1902)
- 5 agosto - Adolfo Federico di Meclemburgo-Schwerin, nobile (n. 1873)
- 5 agosto - Fortunato Zoppas, vescovo cattolico italiano (n. 1903)
- 6 agosto - Tracy Jaeckel, schermidore statunitense (n. 1905)
- 6 agosto - Theodor W. Adorno, filosofo, sociologo e musicologo tedesco (n. 1903)
- 7 agosto - Carlos L. Fischer, politico uruguaiano (n. 1903)
- 7 agosto - Joseph Kosma, compositore ungherese (n. 1905)
- 8 agosto - Bulmer Hobson, rivoluzionario irlandese (n. 1883)
- 8 agosto - Wilton Ivie, aracnologo statunitense (n. 1907)
- 8 agosto - Elias Avery Lowe, paleografo russo (n. 1879)
- 8 agosto - Otmar Freiherr von Verschuer, medico e biologo tedesco (n. 1896)
- 9 agosto - Robert Lehman, banchiere e filantropo statunitense (n. 1891)
- 9 agosto - George Preston Marshall, dirigente sportivo statunitense (n. 1896)
- 9 agosto - Raffaele Numeroso, politico italiano (n. 1886)
- 9 agosto - Steven Parent,  statunitense (n. 1951)
- 9 agosto - Constantin Parhon, medico e politico rumeno (n. 1874)
- 9 agosto - Cecil Frank Powell, fisico britannico (n. 1903)
- 9 agosto - Jay Sebring, imprenditore statunitense (n. 1933)
- 9 agosto - Sharon Tate, attrice statunitense (n. 1943)
- 10 agosto - Leno LaBianca, dirigente d'azienda statunitense (n. 1925)
- 11 agosto - Una Lucy Fielding, anatomista e neurologa australiana (n. 1888)
- 11 agosto - George E. Stratemeyer, generale statunitense (n. 1890)
- 12 agosto - Alberto Della Beffa, bobbista italiano (n. 1914)
- 12 agosto - Josef Glaser, calciatore tedesco (n. 1887)
- 12 agosto - Vilho Väisälä, meteorologo, fisico e esperantista finlandese (n. 1889)
- 13 agosto - Friedel Berges, nuotatore tedesco (n. 1903)
- 13 agosto - Nicolás Fasolino, cardinale e arcivescovo cattolico argentino (n. 1887)
- 14 agosto - Bruno Chizzo, calciatore italiano (n. 1916)
- 14 agosto - Tony Fruscella, trombettista statunitense (n. 1927)
- 14 agosto - Sigrid Gurie, attrice statunitense (n. 1911)
- 14 agosto - Leen Hoogendijk, pallanuotista olandese (n. 1890)
- 14 agosto - Leonard Woolf, scrittore, editore e giornalista britannico (n. 1880)
- 15 agosto - Raffaele De Vico, architetto italiano (n. 1881)
- 15 agosto - Gorham Munson, critico letterario statunitense (n. 1896)
- 15 agosto - Stijn Streuvels, scrittore belga (n. 1871)
- 16 agosto - Homer Hasenpflug Dubs, sinologo e storico statunitense (n. 1892)
- 16 agosto - Ferdinand Münz, chimico austriaco (n. 1888)
- 17 agosto - Ferdinand Cattini, hockeista su ghiaccio svizzero (n. 1916)
- 17 agosto - Ludwig Mies van der Rohe, architetto e designer tedesco (n. 1886)
- 17 agosto - Giordano Piciga, calciatore italiano (n. 1909)
- 17 agosto - Otto Stern, fisico tedesco (n. 1888)
- 18 agosto - Mildred Davis, attrice statunitense (n. 1901)
- 19 agosto - Gustavo Hauser, calciatore italiano (n. 1891)
- 19 agosto - Jakes Mulholland, calciatore statunitense (n. 1902)
- 20 agosto - Publio Cortini, imprenditore e ingegnere italiano (n. 1895)
- 20 agosto - Edward Hutton, scrittore britannico (n. 1875)
- 22 agosto - Maria Antonelli, stilista italiana (n. 1903)
- 22 agosto - Filippo Rolando, paroliere, compositore e direttore d'orchestra italiano (n. 1900)
- 23 agosto - Enrique García, calciatore argentino (n. 1912)
- 23 agosto - Harry Hoppe, generale tedesco (n. 1894)
- 23 agosto - Walter March, architetto tedesco (n. 1898)
- 23 agosto - Vladi Marmo, cestista finlandese (n. 1914)
- 25 agosto - Marcel Allain, scrittore francese (n. 1885)
- 25 agosto - Harry Hammond Hess, geologo e ammiraglio statunitense (n. 1906)
- 25 agosto - Max Ingrand, vetraio, decoratore e designer francese (n. 1908)
- 25 agosto - George E. Middleton, produttore cinematografico e regista statunitense (n. 1882)
- 25 agosto - Maria Troncatti, religiosa italiana (n. 1883)
- 26 agosto - Léon Monnier, altista francese (n. 1883)
- 26 agosto - Donald Shea, attore e stuntman statunitense (n. 1933)
- 26 agosto - Isma'il al-Azhari, politico sudanese (n. 1901)
- 27 agosto - Fabòn, pittore italiano (n. 1912)
- 27 agosto - Edward Bridges, I barone Bridges, politico inglese (n. 1892)
- 27 agosto - Ivy Compton-Burnett, scrittrice britannica (n. 1884)
- 27 agosto - Erika Mann, saggista, scrittrice e antifascista tedesca (n. 1905)
- 27 agosto - Kathleen Russell, velocista e lunghista giamaicana (n. 1927)
- 27 agosto - Forrest Stanley, attore e sceneggiatore statunitense (n. 1889)
- 27 agosto - Claire Whitney, attrice statunitense (n. 1890)
- 28 agosto - Henk Janssen, tiratore di fune olandese (n. 1890)
- 28 agosto - Derviš Korkut, bibliotecario, insegnante e umanista jugoslavo (n. 1888)
- 28 agosto - Lev Sverdlin, attore sovietico (n. 1901)
- 28 agosto - Edward John Thye, politico statunitense (n. 1896)
- 29 agosto - Cesare Chiodi, ingegnere e urbanista italiano (n. 1885)
- 29 agosto - Tullia Gasparrini Leporace, bibliotecaria italiana (n. 1910)
- 29 agosto - Arnol'd Vladimirovič Kordjum, attore, regista e sceneggiatore sovietico (n. 1890)
- 29 agosto - Alfonso Orlando, mezzofondista e attore italiano (n. 1892)
- 30 agosto - José Samyn, ciclista su strada e pistard belga (n. 1946)
- 31 agosto - Rocky Marciano, pugile statunitense (n. 1923)